# Trifolium uniflorum
Trifolium uniflorum är en ärtväxtart som beskrevs av Carl von Linné. Trifolium uniflorum ingår i släktet klövrar, och familjen ärtväxter. Inga underarter finns listade i Catalogue of Life.

## Bildgalleri

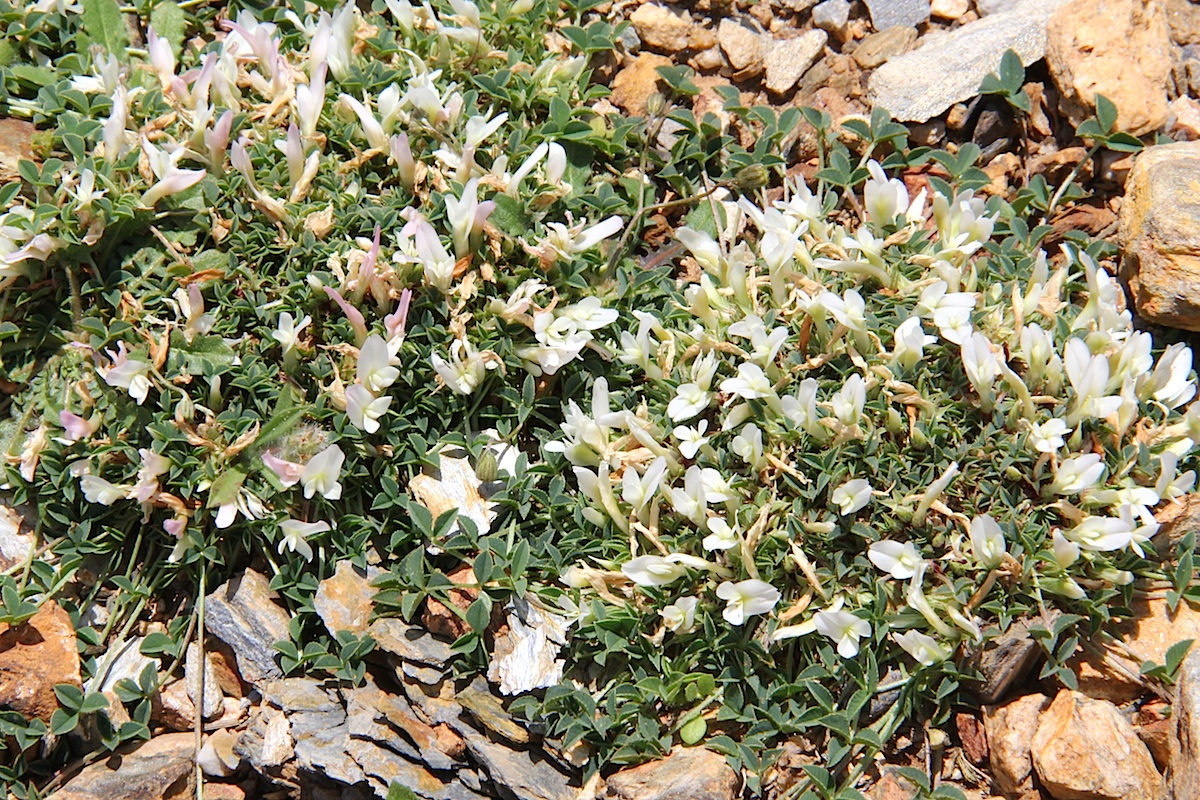